# عبد السيد (غيزانية)
عبد السيد (بالفارسية: عبدالسید) هي قرية وتقع في إيران في قسم غيزانية الريفي. يقدر عدد سكانها بـ 139 نسمة بحسب إحصاء 2016.